# Curt Götlin
Curt Johan Rickard Götlin, född den 28 juni 1900 i Karlshamns församling, Blekinge län, död den 15 mars 1993 i Nora bergsförsamling, Örebro län, var en svensk fotograf.
Götlin var verksam i Örebro från 1927 till 1966. År 1966 etablerade han en fotoateljé i mindre skala i Nora. Åren 1957–1960 var Curt Götlin ordförande i Svenska Fotografers Förbund (SFF). Götlin efterträdde K W Gullers som SFF:s ordförande. Götlin blev känd särskilt som porträttfotograf.

## Verksamhet
På 1920-talet (1924) studerade Götlin fotografi i Berlin hos Nicola Perscheid.
Götlin deltog 1928 i en internationell fotografiutställning i Stockholm och ställde ut på Liljevalchs Konsthall 1934. Här nämns också fotografiutställningen 1977–1978 på Moderna Museet i Stockholm, som var en samutställning; Fotografer Curt Götlin, Anna Riwkin och Karl Sandels. Han deltog i ett stort antal internationella fotografiutställningar bl.a. i Budapest, Milano och London.
Curt Götlin var 1957–1960 ordförande i Svenska Fotografers Förbund (SFF).
Åren 1966–1990 drev också Curt Götlin ett konstgalleri i Nora.
Han var verksam i sin ateljé till sitt nittionde år och hyllades samma år med en sommarutställning på Moderna Museet i Stockholm: "Curt Götlin 90!".
Fotografier av Curt Götlin var representerade i utställningen; En annan historia: Skrivet i Ljus på Moderna Museet i Stockholm; 2011–2012. Götlin finns representerad vid bland annat Moderna museet i Stockholm och Örebro läns museum.